# Heterocera

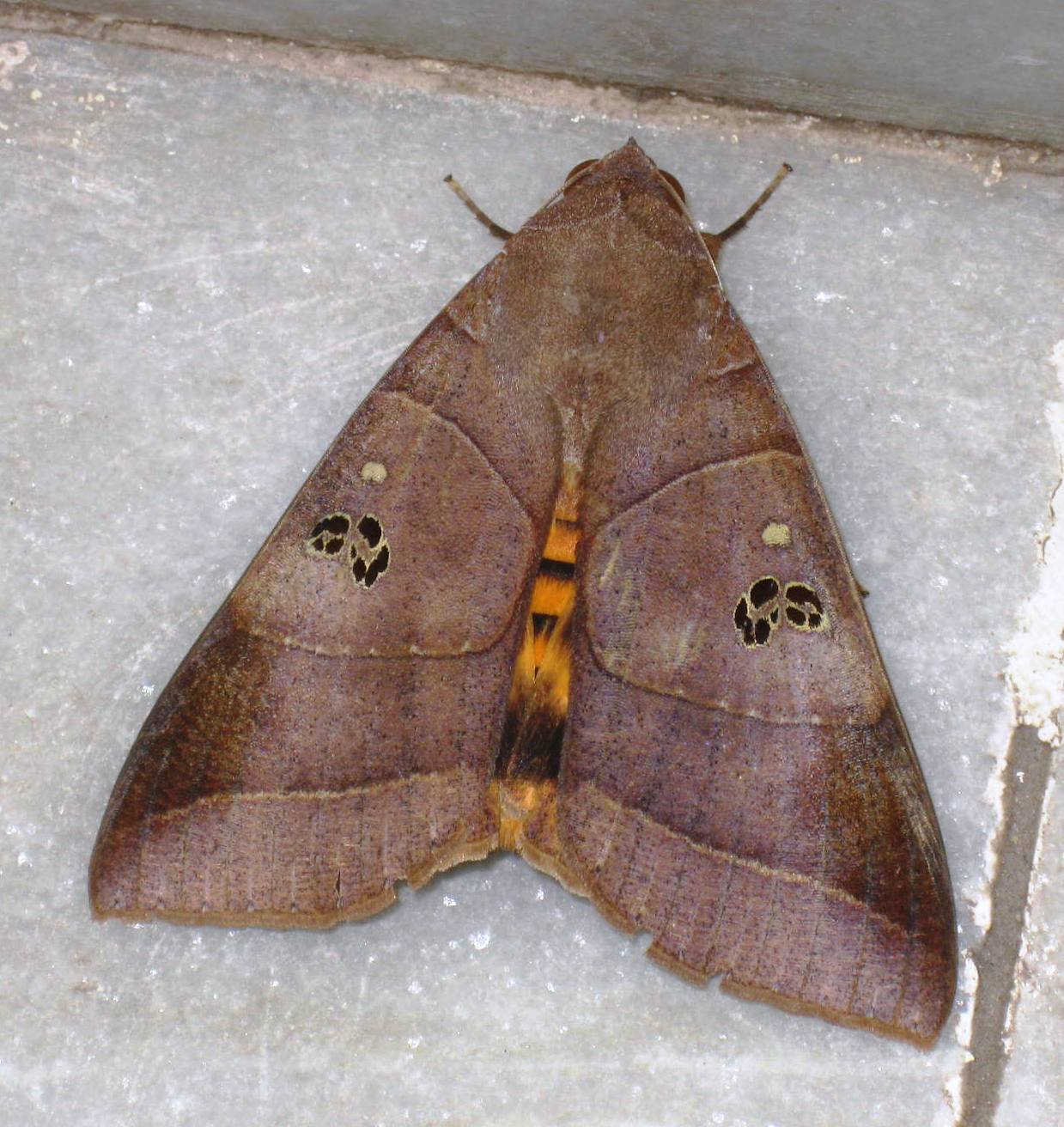
Una Heterocera sobre suelo de mármol

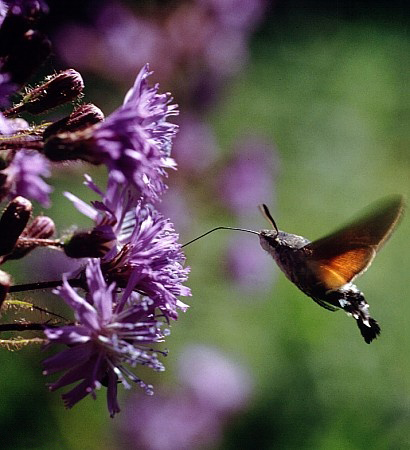
Macroglossum stellatarum (esfinge colibrí), una esfinge de hábitos crepusculares, libando sobre Cicerbita alpina

Los heteróceros (Heterocera, también conocidos como polillas) son un grupo artificial de lepidópteros sin categoría taxonómica, hoy considerado parafilético (ver Taxonomía del orden Lepidoptera); incluye las mariposas nocturnas que representan la gran mayoría de los lepidópteros del planeta. Hay muchas más mariposas nocturnas que diurnas (ropalóceros). Se han clasificado unas 135 000 especies de lepidópteros, de las cuales solo unas 24 000 son diurnas. Dar una definición satisfactoria de los heteróceros es casi imposible. Esto es debido, entre otros aspectos, a las múltiples formas que tienen las antenas en las diferentes especies. A veces se llama polillas a todas las mariposas nocturnas, pero en realidad, las polillas son solo algunas familias de mariposas cuyas larvas se alimentan de fibras textiles o alimentos almacenados.

## Características
Por lo general son lepidópteros de cuerpos robustos (sobre todo las hembras), abundantes pubescencia y escamas en el abdomen (esto no incluye a las Microlepidoptera, que también es un grupo parafilético). Las antenas pueden ser filiformes, bipectinadas, ciliadas, hinchadas, curvadas y lo que es importante, pueden diferir entre los machos y hembras de una misma especie. Si se toman las alas con los dedos dejarán en ellos un fino polvillo que está compuesto por algunas de sus escamas que se desprenden cuando el insecto aletea.

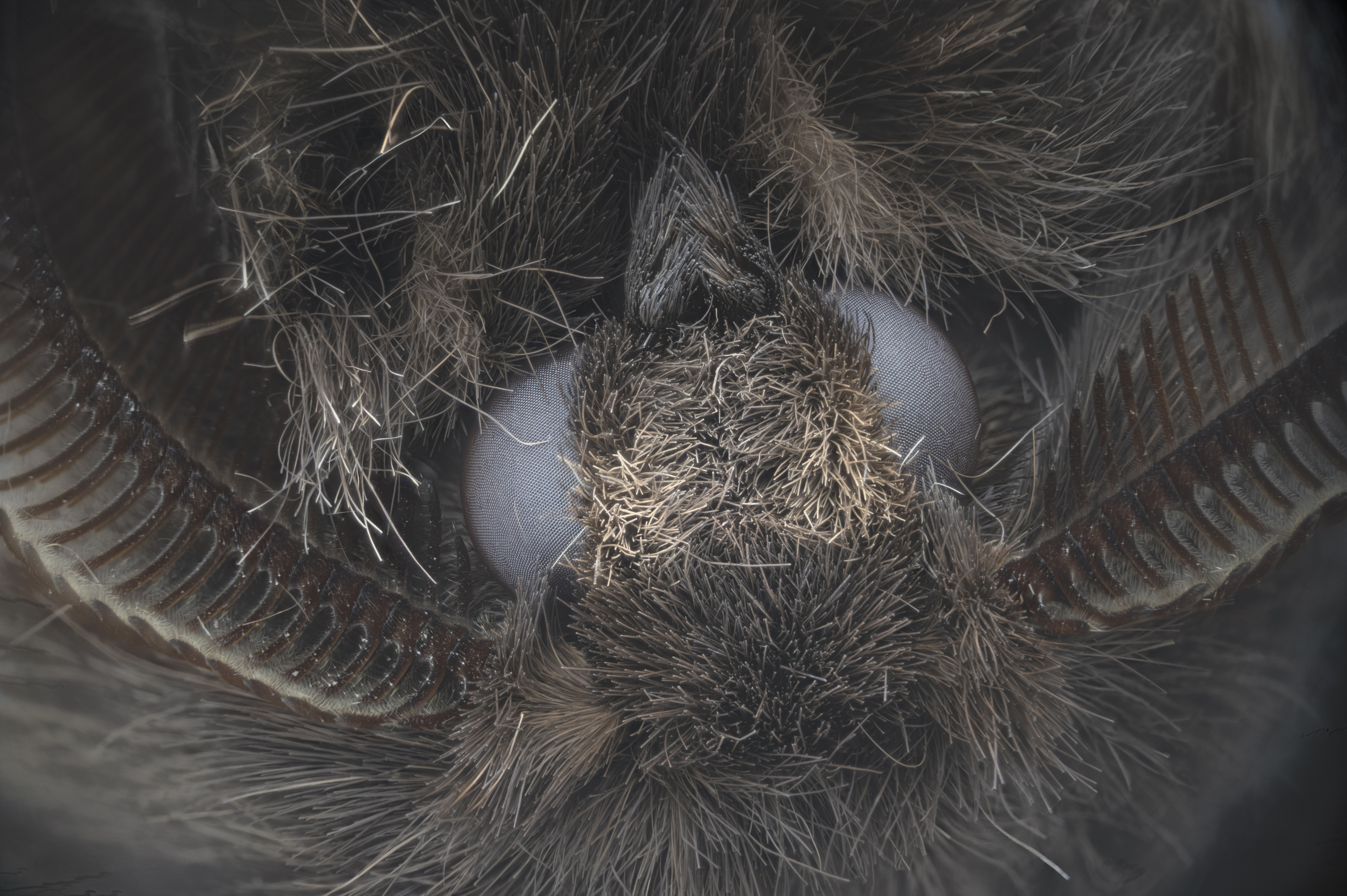
Eudyaria zeta. ejemplo de mariposa nocturna

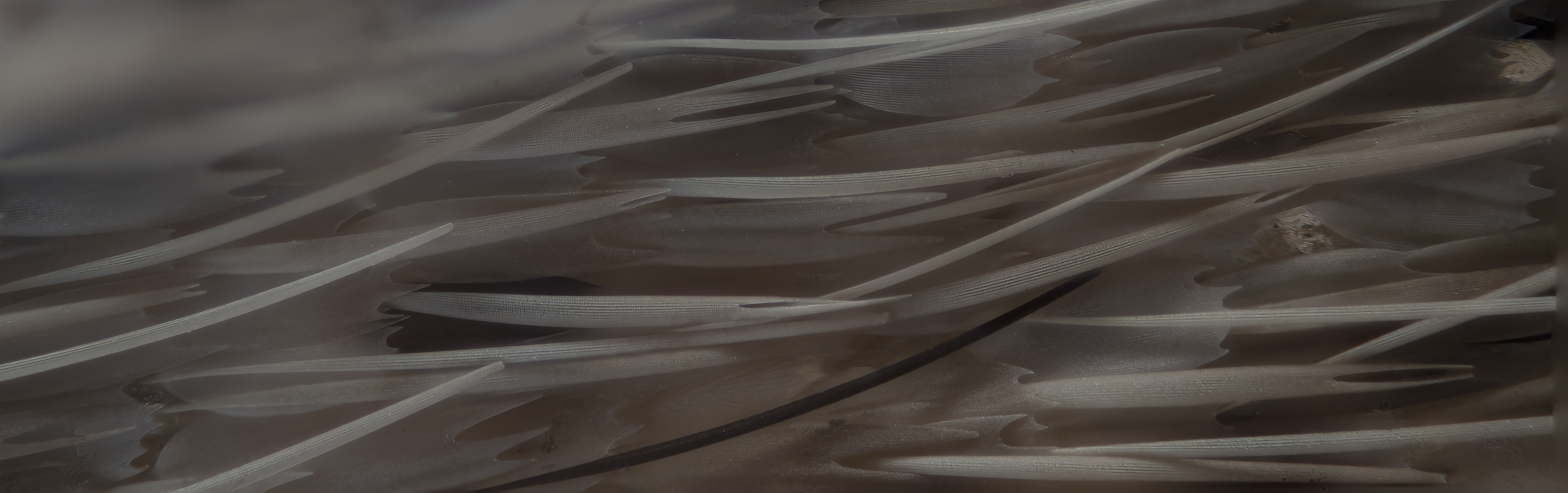
Eudyaria zeta detalle de ala

Los heteróceros, por lo general, no son tan vistosos como los ropalóceros, sus colores suelen ser menos brillantes, aunque algunos de ellos presentan en las alas posteriores colores vivos como medio de defensa. Aquellas especies que son diurnas suelen ser más coloridas que las nocturnas.
Entre los heteróceros se encuentras las mariposas más grandes del planeta, Thysania agrippina  o las  Coscinocera; la especie más grande conocida es la Attacus atlas que vive en Indochina (Tailandia, Vietnam, Laos, etc.) que puede llegar a tener 28 cm de envergadura. Mientras que la más pequeña es la Trifurcula ridiculosa, de las Islas Canarias (España), con una envergadura de tan solo 2 mm.

## Biología y ecología
Los heteróceros ponen huevos de los que salen orugas. Las orugas se transforman en pupas y posteriormente en mariposas adultas, en un proceso de transformación conocido como metamorfosis. Algunas orugas de polilla cavan agujeros en el suelo, donde viven hasta que están listas para convertirse en polillas adultas
Durante el día ciertos heteróceros descansan en lugares como troncos de árboles, donde es verdaderamente difícil distinguirlos dado su camuflaje de protección. Tienen un extraordinario sentido del olfato, que utilizan tanto para encontrar a sus alimentos como para hallar a su pareja. Los machos de muchas especies tienen antenas muy complejas que utilizan, principalmente, para olfatear a sus posibles parejas. Este tipo de macho puede captar el olor de una hembra a más de 11 km de distancia, tanto en la ciudad como en el campo, sin dejarse distraer por otros aromas. Los adultos de algunas especies tienen una vida muy corta, carecen de piezas bucales y no se alimentan.
Muchas especies son polinizadores importantes, especialmente miembros de las familias Noctuidae y Sphingidae. Las especies nocturnas polinizan flores que se abren de noche. Los adultos obtienen su alimento del néctar de las flores más claras y de aroma intenso, con pétalos en forma de tubo. La madreselva, el jazmín y la planta del tabaco son las flores preferidas de ciertas especies por su forma tubular, apropiada a la larga lengua o proboscis de dichas especies. Otras eligen flores más pequeñas, más apropiadas a su tamaño. Algunas visitan las complejas flores de orquídeas. Aun otras están altamente especializadas como las mariposas de la yuca.
Algunas de las especies son utilizadas para el control de plantas no deseadas. Por ejemplo, recientemente se ha propuesto en Colombia la utilización de la especie Eloria noyesi para combatir las plantaciones de coca, ya que se alimenta de sus hojas.
También las autoridades de Florida (EE. UU.), en 2004, pretendieron combatir una planta extranjera invasora trepadora, llamada helecho trepador del Viejo Mundo (Lygodium microphyllum), soltando cientos de miles de mariposas australianas, Cataclysta camptozonale, con el fin de controlar esta maleza.

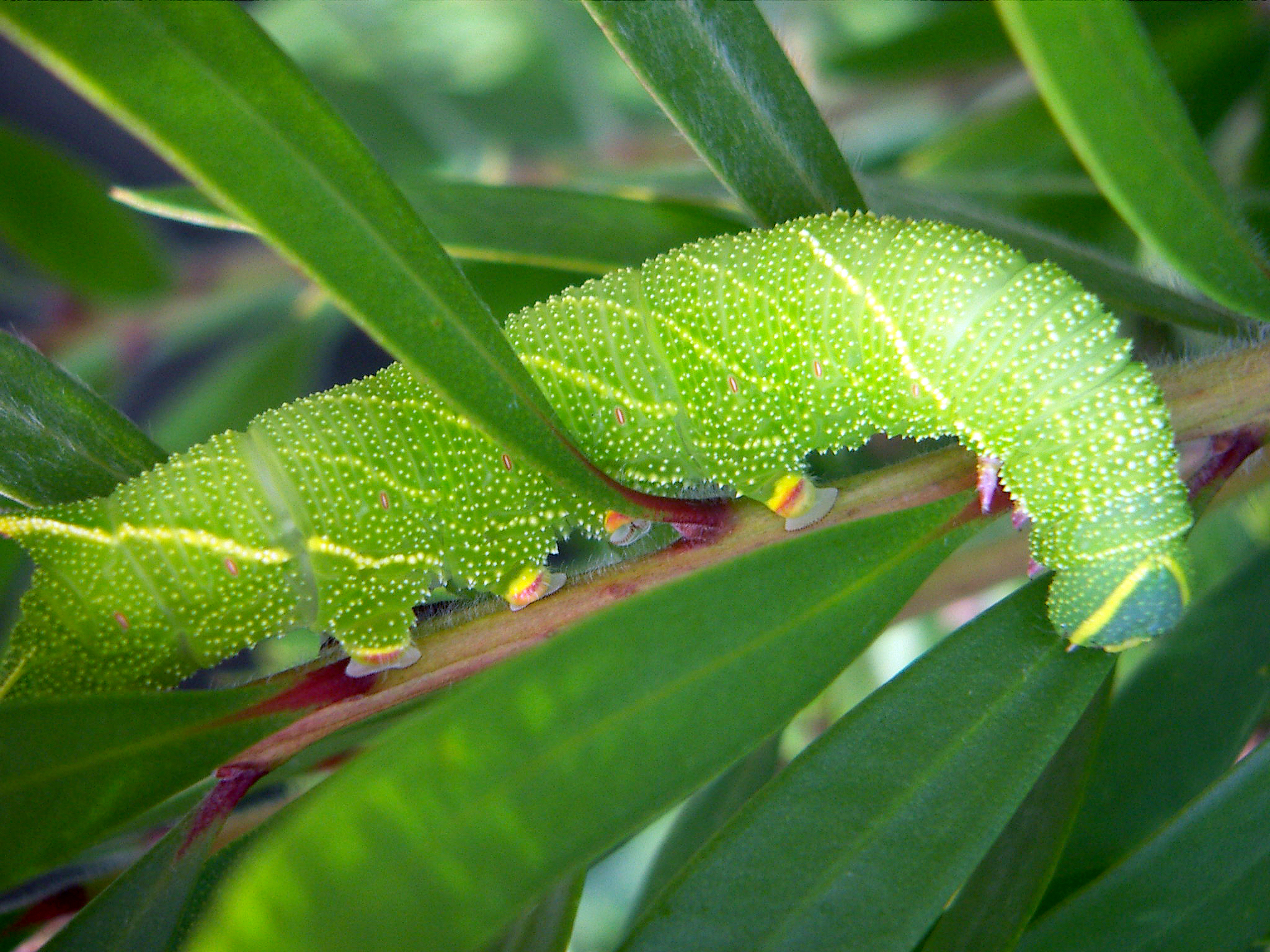
Oruga de la polilla del álamo (Laothoe populi).

## Evolución
Las polillas evolucionaron mucho antes que las mariposas; se han encontrado fósiles de polillas que podrían tener 190 millones de años. Se cree que ambos tipos de lepidópteros coevolucionaron con las plantas con flores, sobre todo porque la mayoría de las especies modernas, tanto adultas como larvas, se alimentan de plantas con flores. Una de las primeras especies conocidas que se considera antepasada de las polillas es Archaeolepis mane. Sus fragmentos fósiles muestran alas escamadas similares a las de los Trichoptera en su veteado.

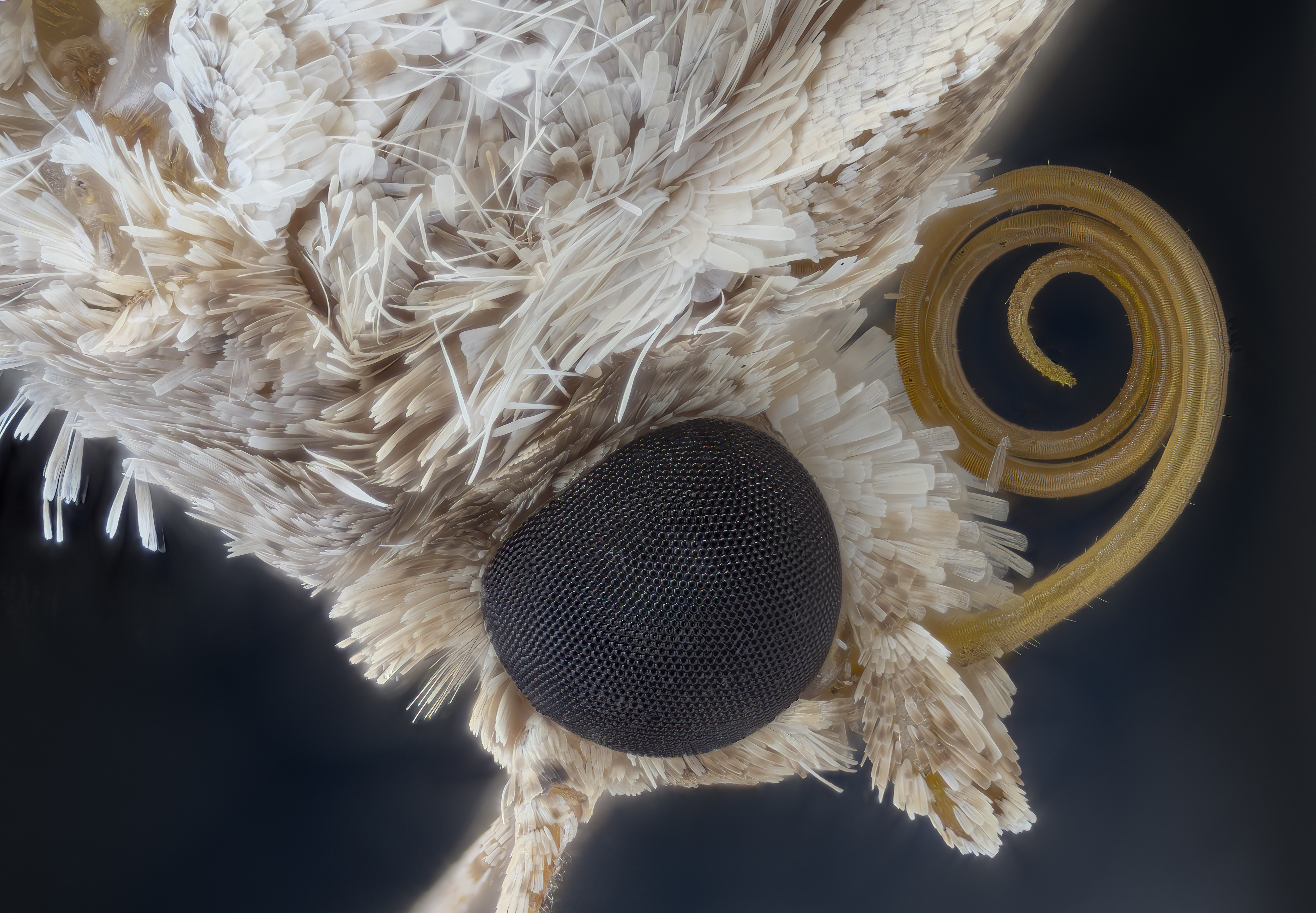
Lengua y ojo de mariposa nocturna

## Aspectos económicos

### Importancia para el ser humano

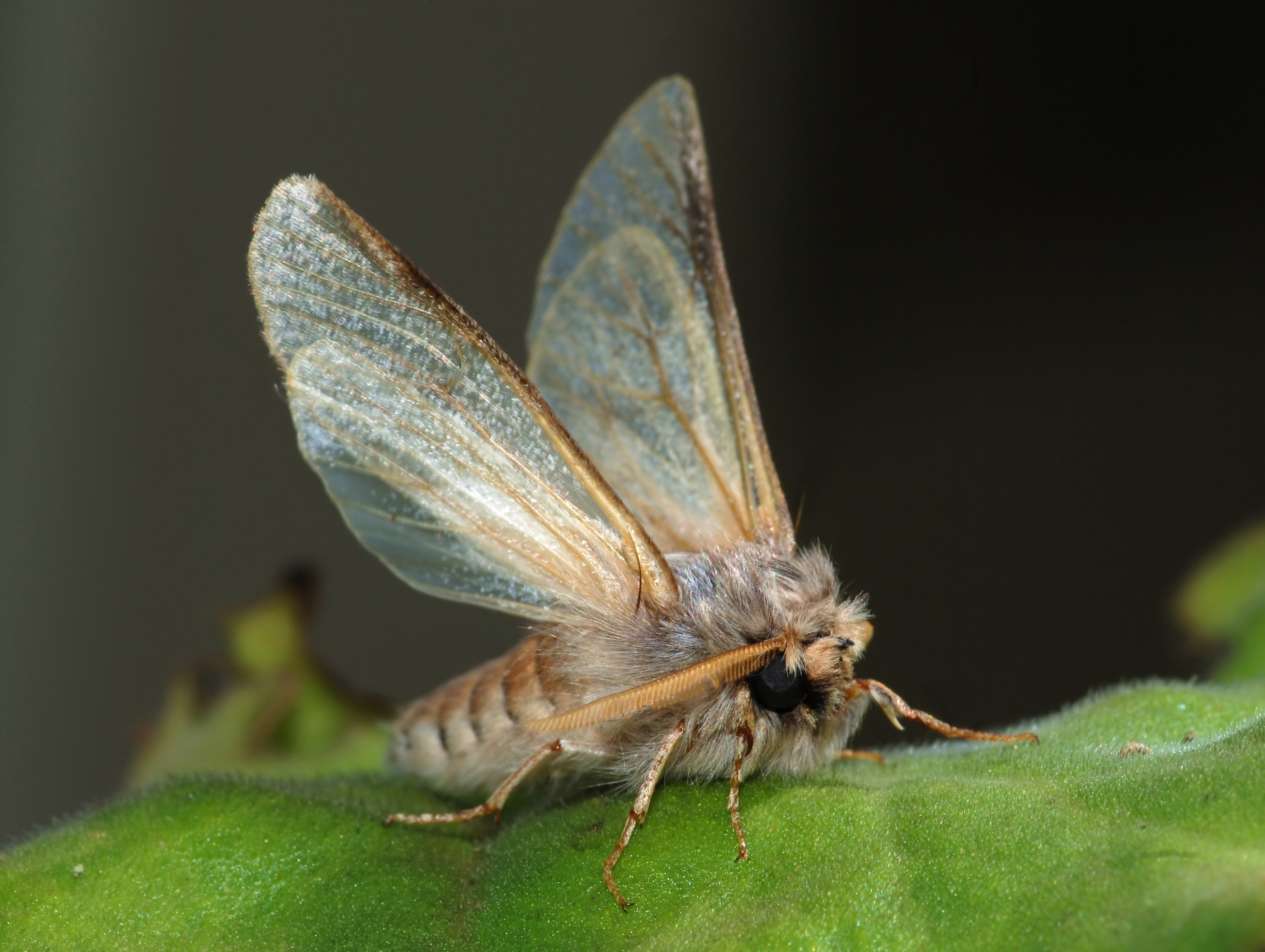
Un macho adulto de polilla procesionaria del pino (Thaumetopoea pityocampa). Esta especie es una grave plaga forestal en estado larvario. Obsérvese la cerda que sale de la parte inferior del ala posterior (frenillo) y se dirige hacia delante para sujetarse en un pequeño enganche del ala anterior, cuya función es unir las alas.

Algunas polillas, en particular sus orugas, pueden ser importantes plagas agrícolas en muchas partes del mundo. Algunos ejemplos son el barrenador del maíz y de varios gusanos encapsulados (como Diparopsis castanea, Earias perhuegeli,  Earias fabia, Helicoverpa armigera y otras en el algodón y otras plantas. La oruga de la polilla esponjosa (Lymantria dispar) causa graves daños en los bosques del noreste de Estados Unidos, donde es una especie invasora. En climas templados, la polilla de la manzana causa grandes daños, sobre todo en las explotaciones frutícolas. En climas tropicales y subtropicales, la polilla de dorso diamante (Plutella xylostella) es quizás la plaga más grave de los cultivos de brassicáceas. También en el África subsahariana, el barrenador africano de la caña de azúcar es una plaga importante de la caña de azúcar, el maíz y el sorgo.
Varias polillas de la familia Tineidae suelen considerarse plagas porque sus larvas se alimentan de tejidos como la ropa y las mantas fabricadas con fibras proteínicas naturales como la lana o la seda. y es menos probable que se alimenten de materiales mixtos que contengan algunas fibras artificiales. Existen algunos informes que indican que pueden ser repelidas por el olor de la madera de enebro y cedro, por la lavanda o por otros aceites naturales; sin embargo, muchos consideran poco probable que esto evite la infestación. El naftaleno (el producto químico utilizado en las bolas de naftalina) se considera más eficaz, pero existen dudas sobre sus efectos en la salud humana.
Las larvas de polilla pueden matarse congelando los objetos que infestan durante varios días a una temperatura inferior a -8 °C.
Aunque las polillas tienen fama de comerse la ropa, la mayoría de las especies no lo hacen, y algunas polillas adultas ni siquiera comen. Algunas, como la Luna, Polyphemus, Atlas, Promethea, cecropia y otras polillas grandes no tienen partes bucales. Esto es posible porque viven de las reservas de comida de cuando eran orugas y sólo viven poco tiempo como adultos (aproximadamente una semana para algunas especies). Sin embargo, muchas especies de polillas adultas comen: por ejemplo, muchas beben néctar.
Algunas polillas se crían por su valor económico. La más notable es el gusano de seda, larva de la polilla doméstica Bombyx mori. Se cría por la seda con la que construye su capullo. En 2002, la industria de la seda producía anualmente más de 130 millones de kilogramos de seda cruda, por valor de unos 250 millones de dólares.
No toda la seda es producida por Bombyx mori. Hay varias especies de Saturniidae que también se cultivan por su seda, como la polilla del ailanto (grupo de especies Samia cynthia), la polilla de la seda del roble chino (Antheraea pernyi), la polilla de la seda de Assam (Antheraea assamensis) y la polilla de la seda japonesa (Antheraea yamamai).
Las larvas de muchas especies se utilizan como alimento, sobre todo en África, donde son una importante fuente de nutrición. El gusano del mopane, la oruga de Gonimbrasia belina, de la familia Saturniidae, es un recurso alimentario importante en el sur de África. Otro saturníido utilizado como alimento es el emperador retozón (Usta terpsichore). Sólo en un país, el Congo, se recolectan más de 30 especies de larvas de polilla. Algunas se venden no sólo en los mercados locales de los pueblos, sino que se envían por toneladas de un país a otro.

### Depredadores y parásitos

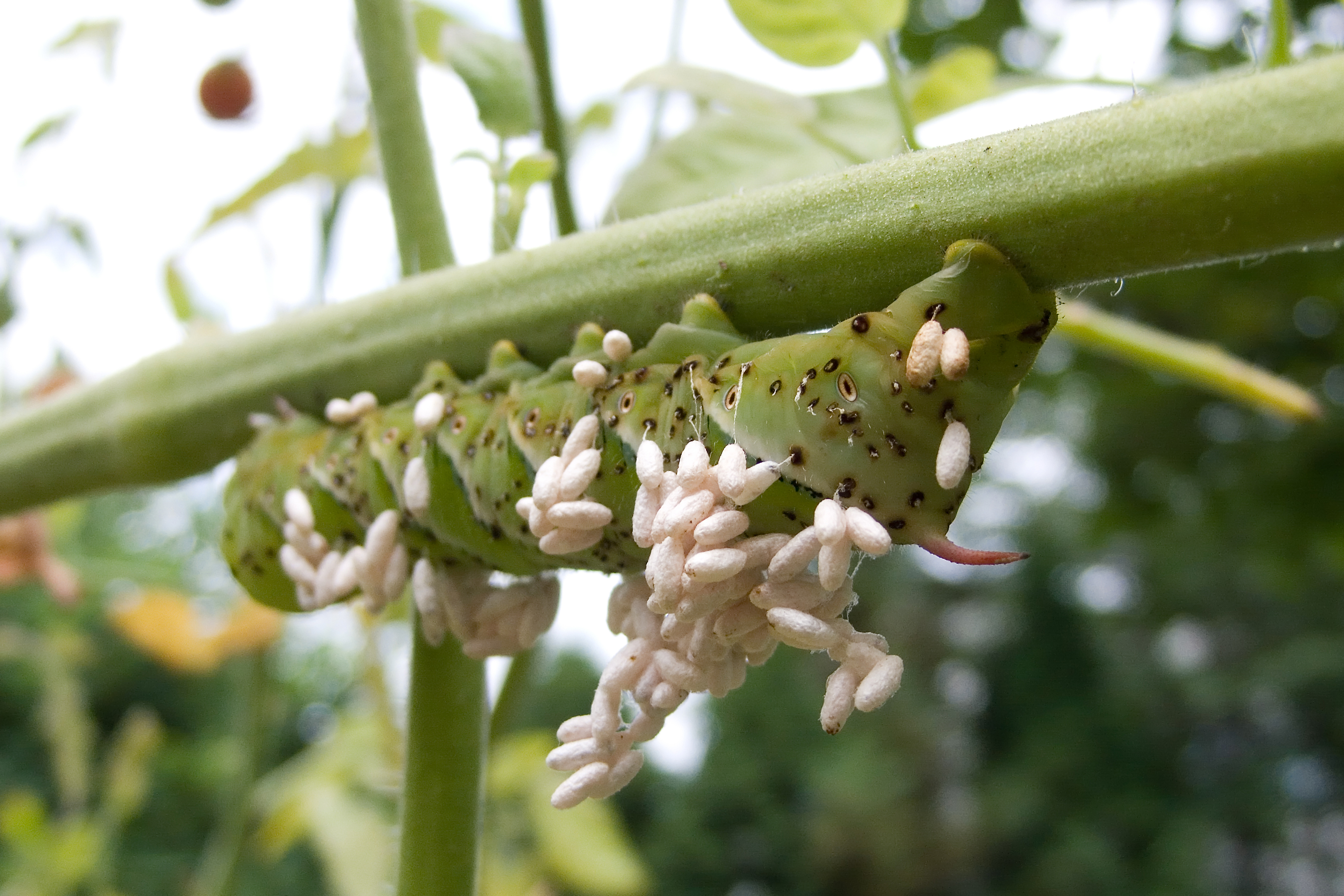
Gusano del tabaco parasitado por larvas de avispas bracónidas.

Los animales insectívoros nocturnos suelen alimentarse de polillas; entre ellos se encuentran algunos murciélagos, algunas especies de búhos y otras especies de aves. También comen polillas algunas especies de lagartos, anfibios, gatos, perros, roedores y algunos osos. Las larvas de polilla son vulnerables a ser parasitadas por Ichneumonidae.
Los baculovirus son virus parásitos de insectos con ADN de doble cadena que se utilizan sobre todo como agentes de control biológico. Pertenecen a la familia Baculoviridae, restringida a los insectos. La mayoría de los baculovirus aislados se han obtenido de insectos, en particular de lepidópteros.
Existen pruebas de que los ultrasonidos en el rango emitido por los murciélagos provocan maniobras evasivas en las polillas voladoras. Las frecuencias ultrasónicas desencadenan un acto reflejo en la polilla noctuida que le hace descender unos centímetros o pulgadas en su vuelo para eludir el ataque, y las polillas tigre (Arctiini) pueden emitir chasquidos para frustrar la ecolocalización de los murciélagos.
El hongo Ophiocordyceps sinensis infecta las larvas de muchas especies de polillas.

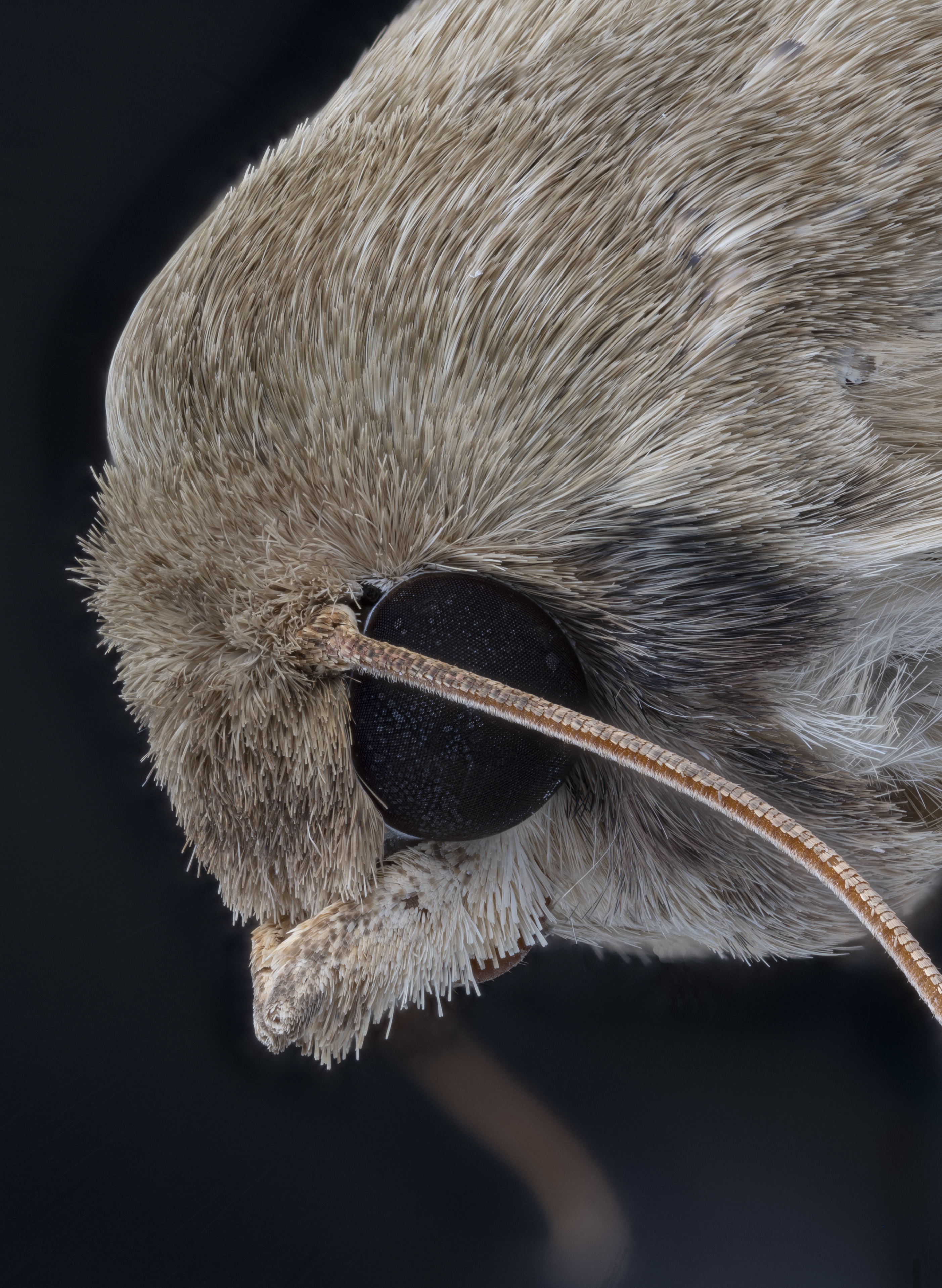
Polilla, perfil

## Importancia ecológica
Las polillas, al igual que las mariposas, las abejas y otros insectos polinizadores más conocidos, desempeñan un papel esencial como polinizadores de muchas plantas con flores, incluidas especies que las abejas no visitan. Las polillas nocturnas vuelan de flor en flor para alimentarse del néctar durante la noche, al igual que sus parientes diurnas lo hacen durante el día. Un estudio realizado en el Reino Unido encontró polillas espolvoreadas con polen de 47 especies de plantas diferentes, incluidas siete especies no visitadas en gran medida por las abejas. Algunos estudios indican que ciertas especies de polillas, como las pertenecientes a las familias Erebidae y Sphingidae, pueden ser los polinizadores clave de algunas plantas con flores en el ecosistema del Himalaya. El papel de las polillas como polinizadoras se ha estudiado con menos frecuencia que el de los polinizadores diurnos, pero estudios recientes han establecido que las polillas son importantes polinizadores nocturnos de una amplia gama de plantas, aunque a menudo pasadas por alto. Algunos investigadores afirman que es probable que muchas plantas que se cree que dependen de las abejas para su polinización también dependan de las polillas, que históricamente han sido menos observadas porque polinizan principalmente por la noche.

## Atracción por la luz

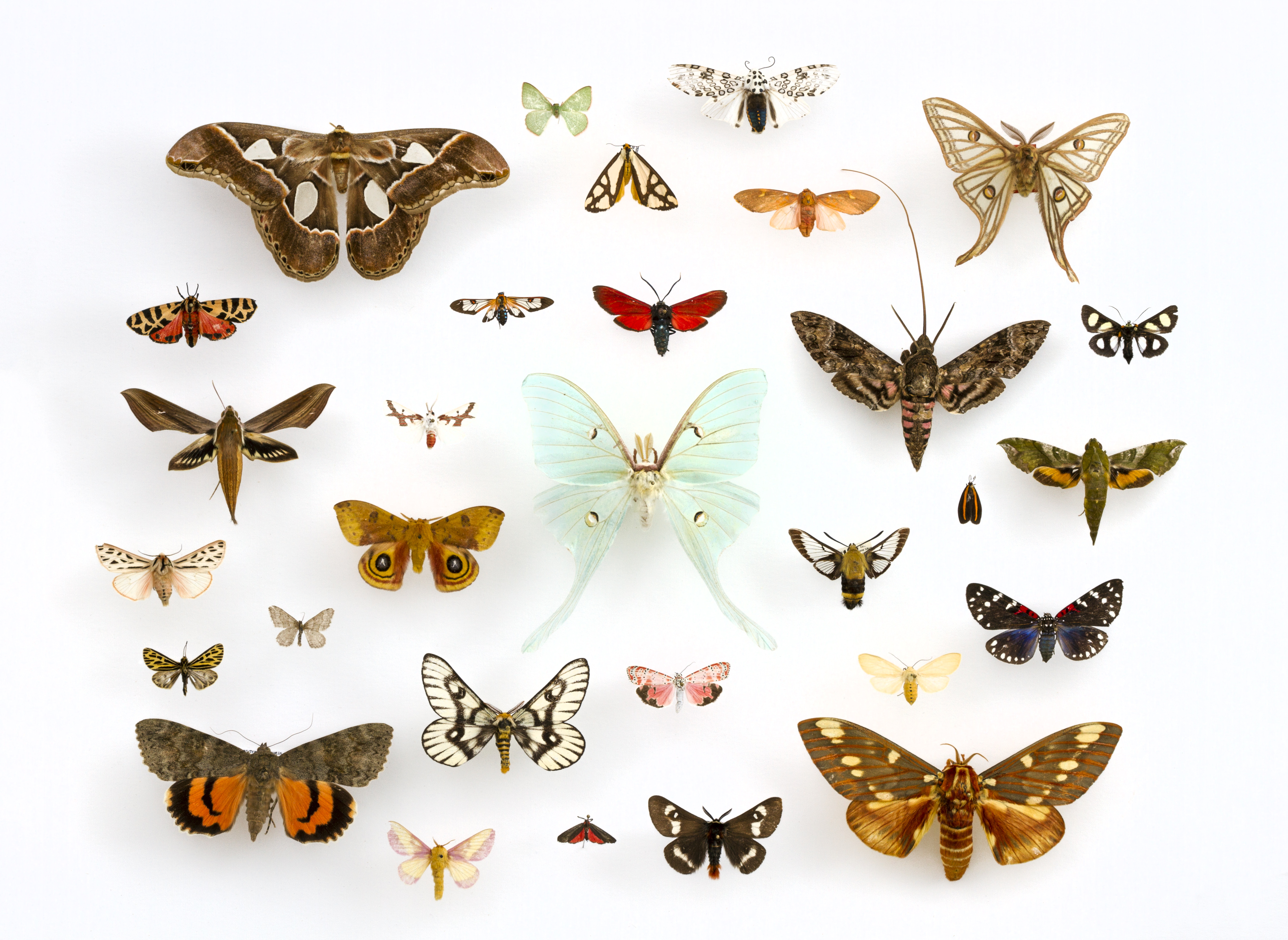
Lámina de Polillas presentes en la colección de insectos de la Universidad de Texas.

Las polillas parecen rodear con frecuencia las luces artificiales, aunque actualmente se desconoce la razón de este comportamiento (fototaxis positiva). Una hipótesis es la llamada orientación celeste o transversal. Manteniendo una relación angular constante con una luz celeste brillante, como la luna, pueden volar en línea recta. Los objetos celestes están tan lejos que, incluso después de recorrer grandes distancias, el cambio de ángulo entre la polilla y la fuente de luz es insignificante; además, la luna siempre estará en la parte superior del campo visual, o en el horizonte. Cuando una polilla se encuentra con una luz artificial mucho más cercana y la utiliza para navegar, el ángulo cambia notablemente tras recorrer una corta distancia, además de encontrarse a menudo por debajo del horizonte. La polilla intenta corregirlo instintivamente girando hacia la luz, lo que provoca que las polillas que vuelan en el aire caigan en picado hacia abajo, y se produzca una trayectoria de vuelo en espiral que se acerca cada vez más a la fuente de luz.
Los estudios han descubierto que la contaminación lumínica causada por el creciente uso de luces artificiales ha provocado un grave descenso de la población de polillas en algunas partes del mundo  o ha perturbado gravemente la polinización nocturna.